# Zawratowy Żleb

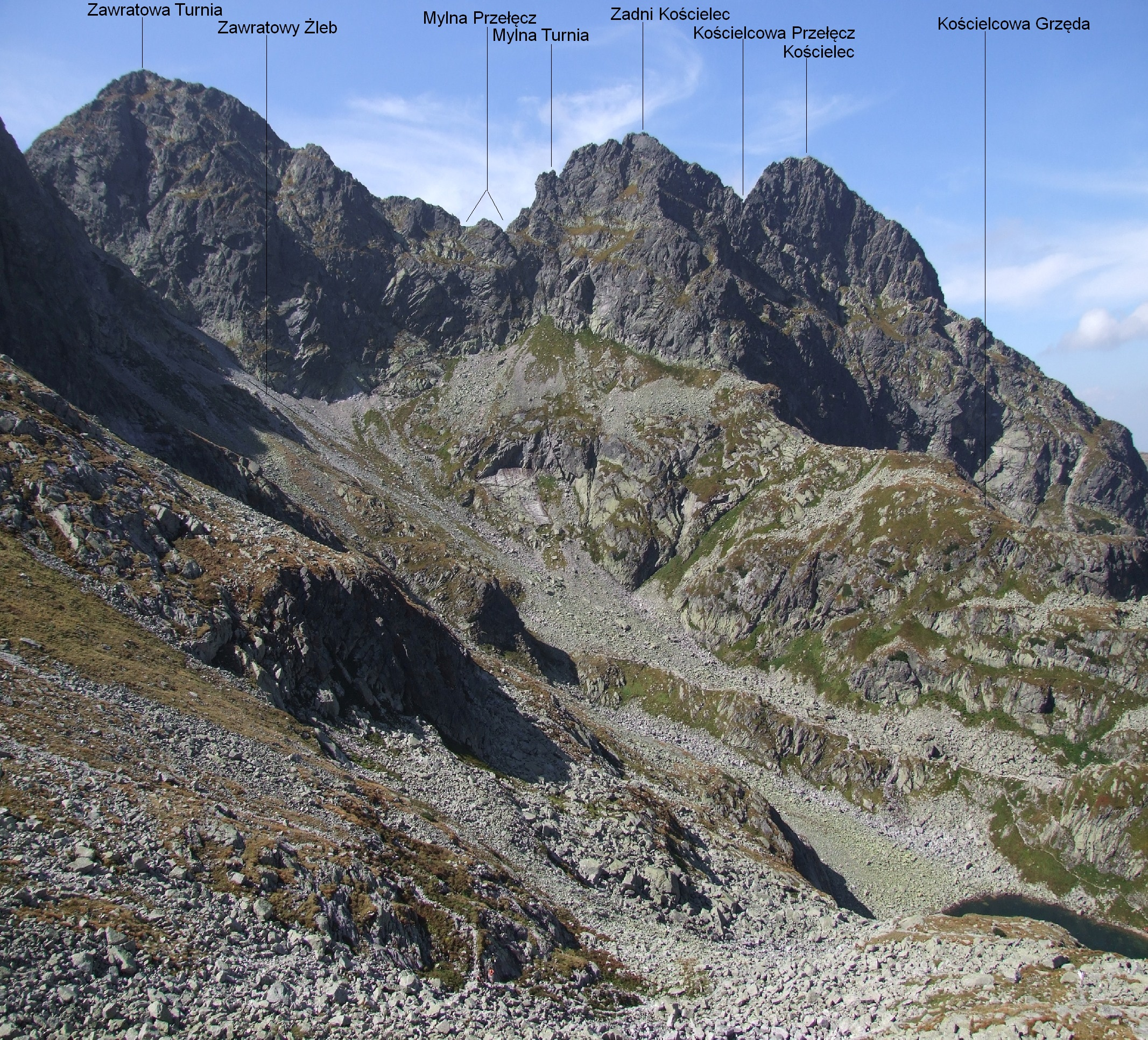
Widok z Orlej Perci

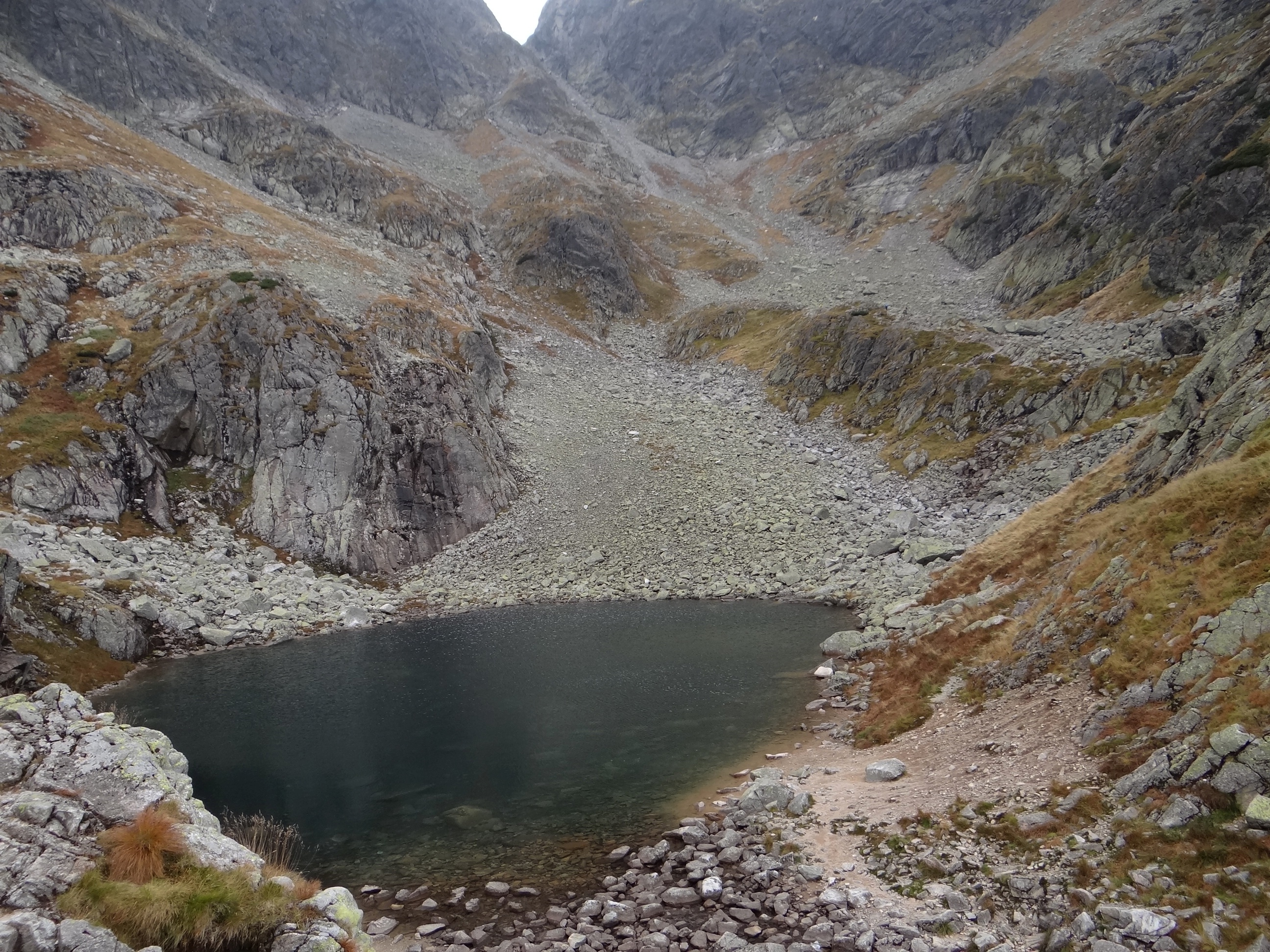
Zmarzły Staw, Zawratowy Żleb i Zawrat

Zawratowy Żleb – żleb opadający z przełęczy Zawrat do Kotła Zmarzłego Stawu Gąsienicowego w Tatrach Wysokich. Właściwie są to dwa żleby, mające wspólny wylot w stożku piargowym zawalającym od południa Zmarzły Staw Gąsienicowy. Oddziela je niska, skalna grzęda opadająca od zachodniego grzbietu Małego Koziego Wierchu. Nie jest pełna, w środkowej części jest przerwana i można przejść z jednego żlebu do drugiego, bez wspinania się na grzędę. Dla odróżnienia główne koryto żlebu, opadające z samego Zawratu, nazwano Starym Zawratem (patrząc od dołu jest po prawej stronie), zaś drugie (lewe) i będące jego odnogą nazwano Nowym Zawratem.
Jest to wielki i stromy żleb, zawalony piargami. Prowadzi nim szlak turystyczny z Doliny Gąsienicowej na Zawrat. Trudności przy podejściu są umiarkowane, zwiększają się, gdy skały są mokre. Dawniej szlak prowadził Starym Zawratem, w latach 1894–1895 wybudowano nową ścieżkę zwaną Nowym Zawratem. Ubezpieczona jest klamrami i łańcuchami. Prowadzi w większości grzędą między obydwoma korytami żlebu. W górnej części tej grzędy szlak trawersuje na prawo i prowadzi załupami, pęknięciami skały i strzaskanym kominkiem na zawaloną skalnym rumowiskiem najwyższą część żlebu. We wnęce skalnej ściany naprzeciwko kominka w 1904 r. ksiądz Walenty Gadowski ustawił figurkę Matki Boskiej Niepokalanie Poczętej o wysokości 1,2 m. Turyści nazwali ją Matką Boską Zawratową.
Zawratowy Żleb znajduje się po północnej stronie przełęczy, wiosną długo więc zalega w nim śnieg. Zimą i wiosną, gdy w żlebie zalega śnieg, należy iść dnem Starego Zawratu.
W Zawratowym Żlebie rosną rzadkie rośliny górskie, m.in. skalnica karpacka i goryczka przezroczysta.
Zawratowy Żleb ma jeszcze jedną odnogę (patrząc od dołu lewą). Jest to żleb Honoratka, zwany też Żydowskim Żlebem, opadający spod Zmarzłej Przełączki Wyżniej.

## Szlaki turystyczne
niebieski szlak znad Czarnego Stawu Zawratowym Żlebem na przełęcz i dalej zboczami Kołowej Czuby do Doliny Pięciu Stawów.
- Czas przejścia znad Czarnego Stawu na Zawrat: 1:50 h, ↓ 1:30 h
- Czas przejścia z Zawratu do schroniska w Dolinie Pięciu Stawów Polskich: 1:30 h, ↑ 1:40 h.